# Violeta Chamorro
Violeta Barrios Torres de Chamorro (født 18. oktober 1929 i Rivas, Nicaragua, død 14. juni 2025  i San José, Costa Rica) var en nicaraguansk politiker, der fra 25. april 1990 til 10. januar 1997 var landets præsident og den første kvindelige af slagsen. Ydermere var Chamorro den første kvindelige regeringsleder i Latinamerika. Chamorro, der selv var konservativ, repræsenterede den brede alliance Unión Nacional Opositora, der bestod af 14 partier. 
Under hendes ledelse fik Nicaragua en markedsorienteret økonomisk politik. Det lykkedes hende imidlertid aldrig at skabe generel økonomisk stabilitet i landet, hvis økonomi i de år var hårdt belastet af den borgerkrig, der havde raset siden 1979. Chamorro gennemførte desuden en række reformer, der fjernede sandinisterne fra høje positioner i militæret, politiet og andre statslige institutioner. Landets forhold til USA blev forbedret i de år. George H.W. Bush fjernede således den handelsembargo, som Ronald Reagan havde indført, mens sandinisterne var ved magten. USA støttede i de følgende år landet økonomisk.